# 分部悠介
分部 悠介（わけべ ゆうすけ、1977年 - ）は、日本の弁護士。東京大学経済学部卒業と同年に電通へ入社し、映画・音楽・キャラクタービジネス等のコンテンツビジネス実務に関与した。2003年弁護士登録。2011年、中国を中心に知財保護・ビジネス・サポートなどを行うコンサルティング・グループIP FORWARDを設立し、グループ総代表・CEOを務める。
中国・ASEAN地域のビジネス情報を提供するチェイス　チャイナ＆アジアの執筆者の一人。2014年5月31日には、東京の司法試験予備校伊藤塾において塾生向け公開講演会で「『電通→弁護士→経産省→中国で経営者』に至るまでの軌跡と雑感」と題し講演した。